# 哈德格里米爾教堂
哈德格里米爾教堂（冰島語發音：[ˈhatl̥ˌkrimsˌcʰɪr̥ca]）是位於冰島雷克雅未克的一座路德教派教堂。該教堂高73米（244英尺），是冰島最大的教堂，也是冰島第六高的建築結構。。建築物其獨特的弧形尖頂和側翼而聞名，自1980年代完工以來，該教堂一直被視為冰島國家的重要象徵。教堂則是以以冰島詩人和神職人員哈德格里米尔·彼得松的名字命名，他是《激情讚美詩》的作者。。

## 沿革
哈德格里米爾教堂位於雷克雅未克市中心附近，是該市最著名的地標之一，在整個城市都可見。該建築是由國家建築師居尼奧·薩德努鬆於 1937年設計。據說他特意將建築設計成類似於冰島景觀中玄武岩熔岩流、圈閉岩石、山脈和冰川等地質環境，設計風格則類似丹麥哥本哈根管風琴教堂，以表現主義建築作為風格，其他可能影響哈德格里米爾教堂興建的例子包括位於德國柏林的霍亨索倫廣場教堂。
哈德格里米爾教堂花費38年時間打造，建設工作始於1945年，於1986年結束。地下墓室於1948年完工，尖塔在1974年完成，中殿於1986年完工。在建築上，教堂由三部分組成：帶有明顯彎曲側翼，以容納服務設施的塔樓，更傳統建築的中殿，以及中殿另一端的避難所，其圓柱形的外觀是以維京頭盔為靈感。內部面積為1,676平方公尺（18,040 平方英尺）。
教堂裡有一個由波恩的德國管風琴製造商克萊斯管風琴廠設計的大型管風琴。共有102個等級，72個站點和5275個管道。管風琴高15公尺（49英尺），重25 公噸）。並在1992年12月竣工。
冰島雕塑家埃納·榮松曾在1948年將耶穌雕像捐贈給了教堂，該雕像目前位於教堂中殿的入口旁邊。耶穌在約旦河受洗後接受了聖靈。此外教堂也用作觀察塔。觀察者可以乘電梯到觀景台，欣賞雷克雅未克和周圍的群山風景。
美國雕塑家亞歷山大·史特靈·卡爾德曾在教堂前廣場設立了探險家莱夫·埃里克松的雕像，這是美國為紀念1930年阿爾辛千年節而贈送的禮物，以紀念公元930年冰島議會在辛格韋德利爾召開約1000週年。

## 图集

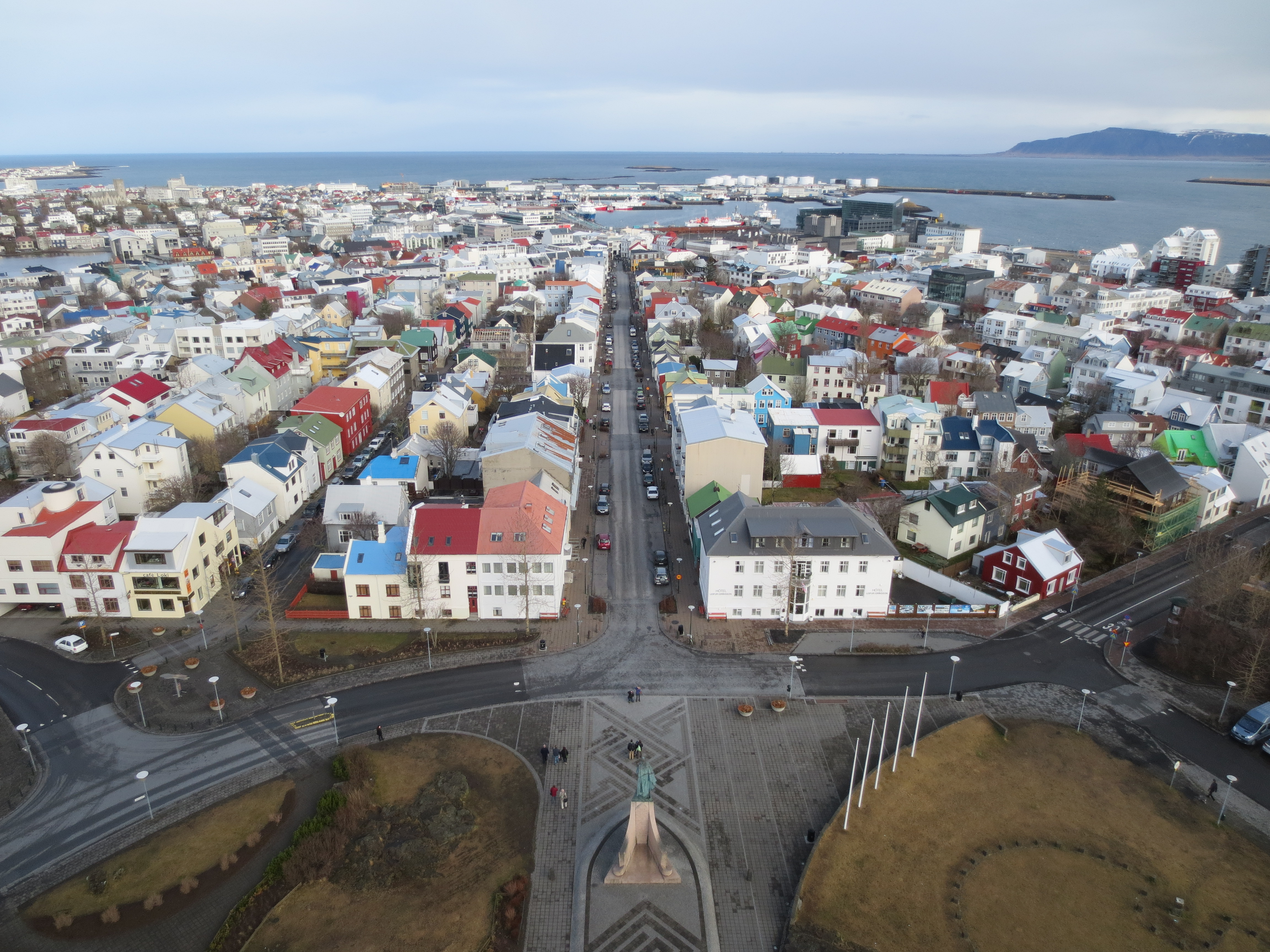
從哈德格里米爾教堂觀景台向北看
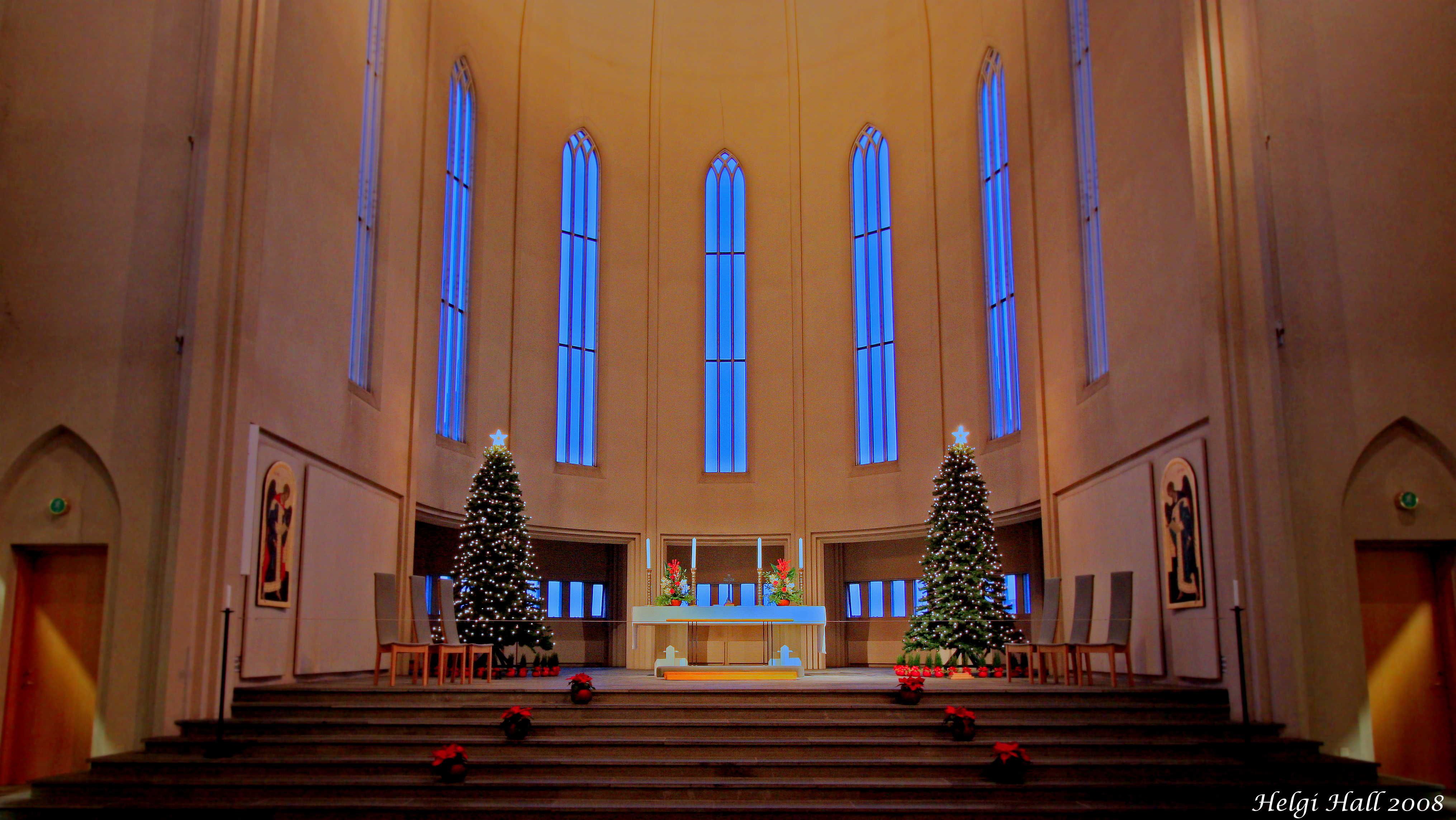
教堂中殿
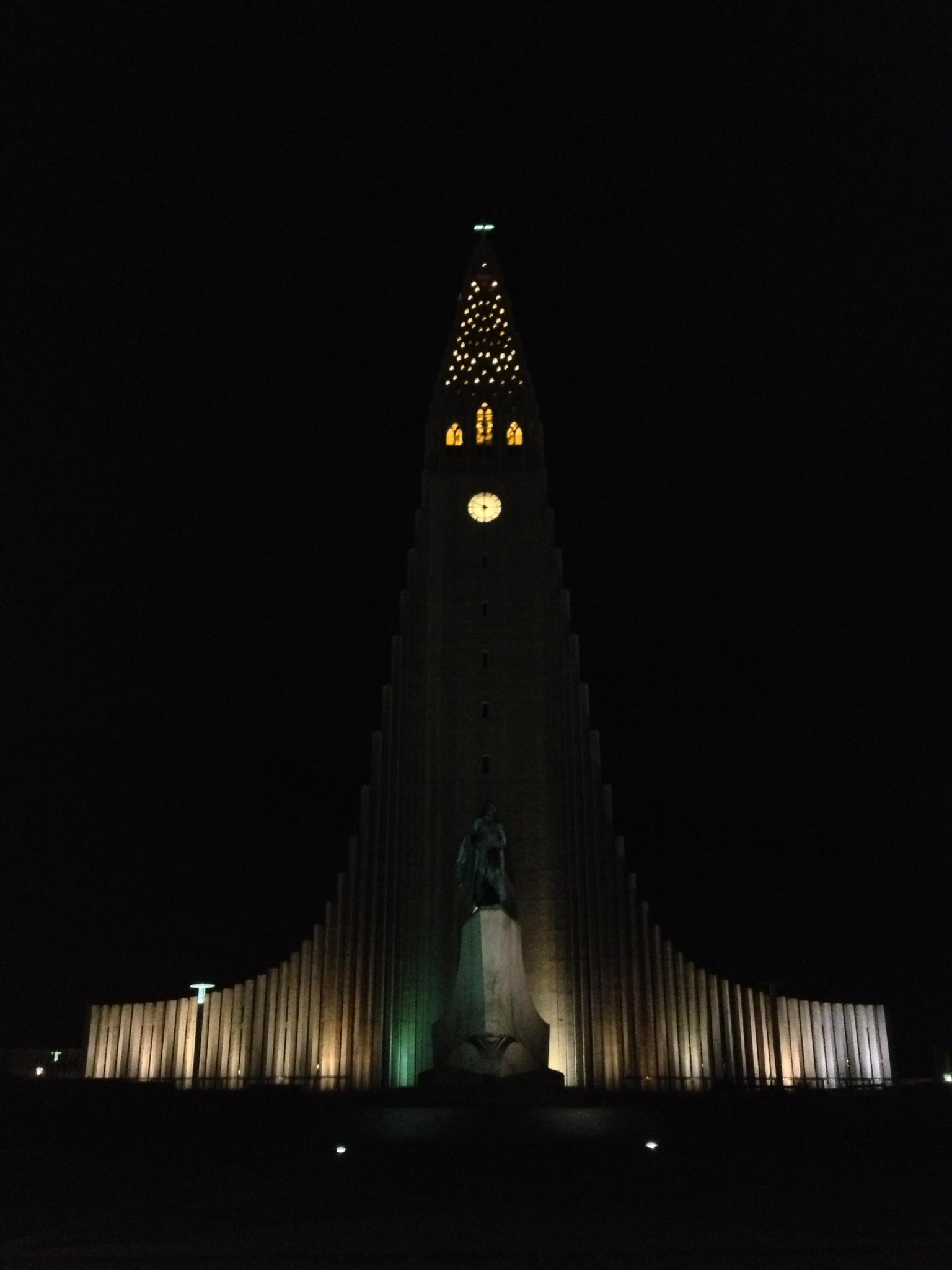
夜晚的哈德格里米爾教堂
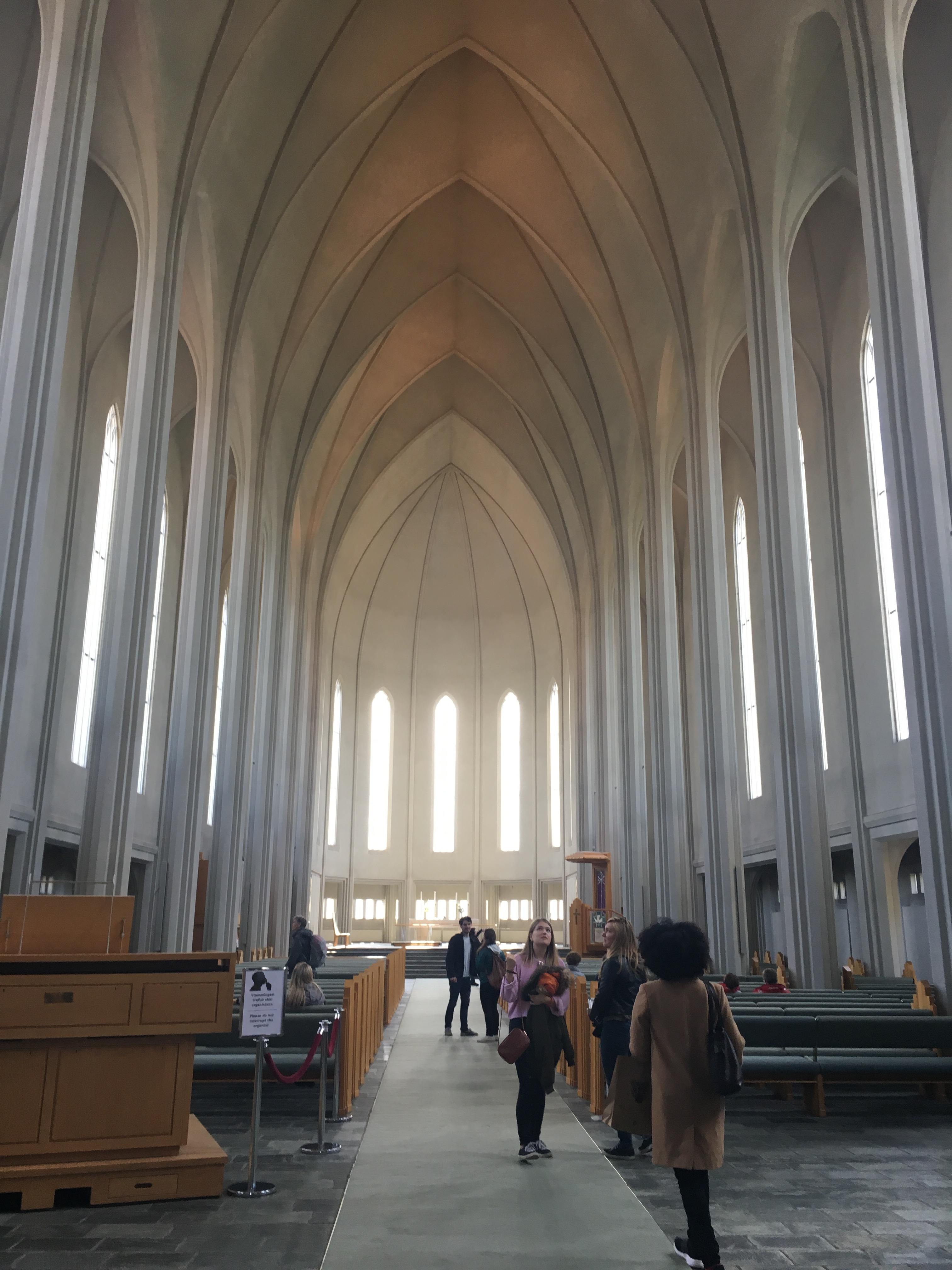
教堂中殿
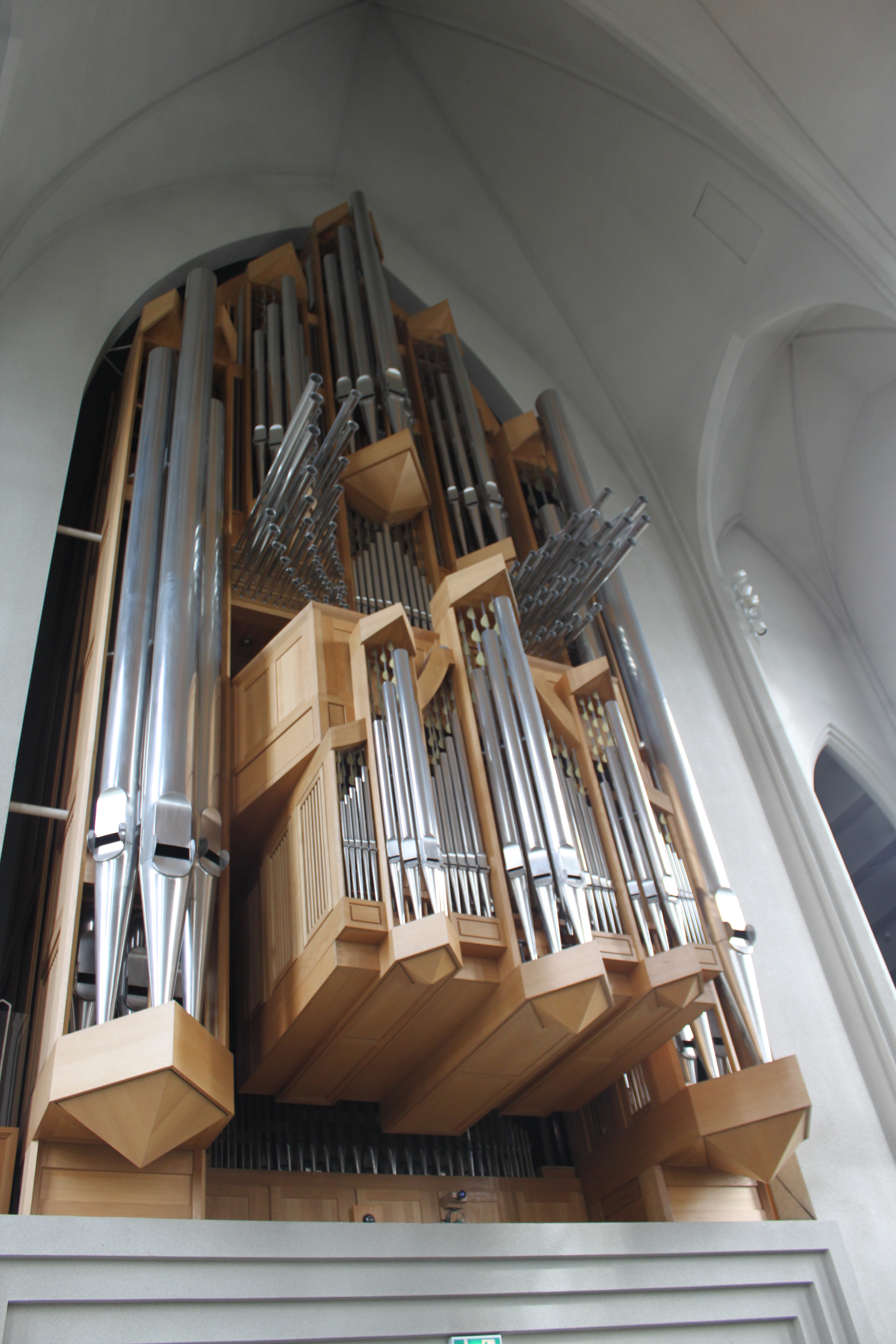
管風琴
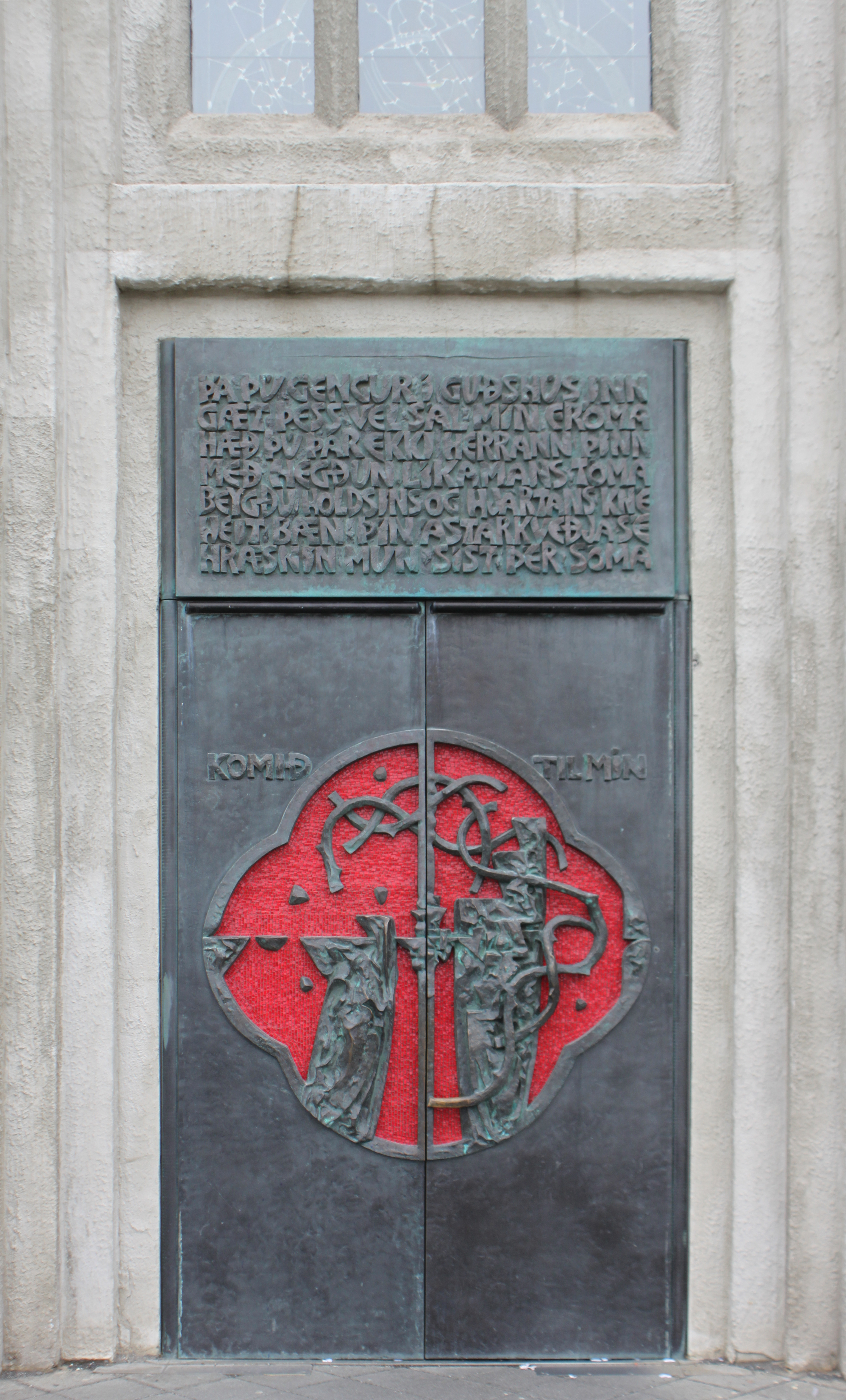
大門
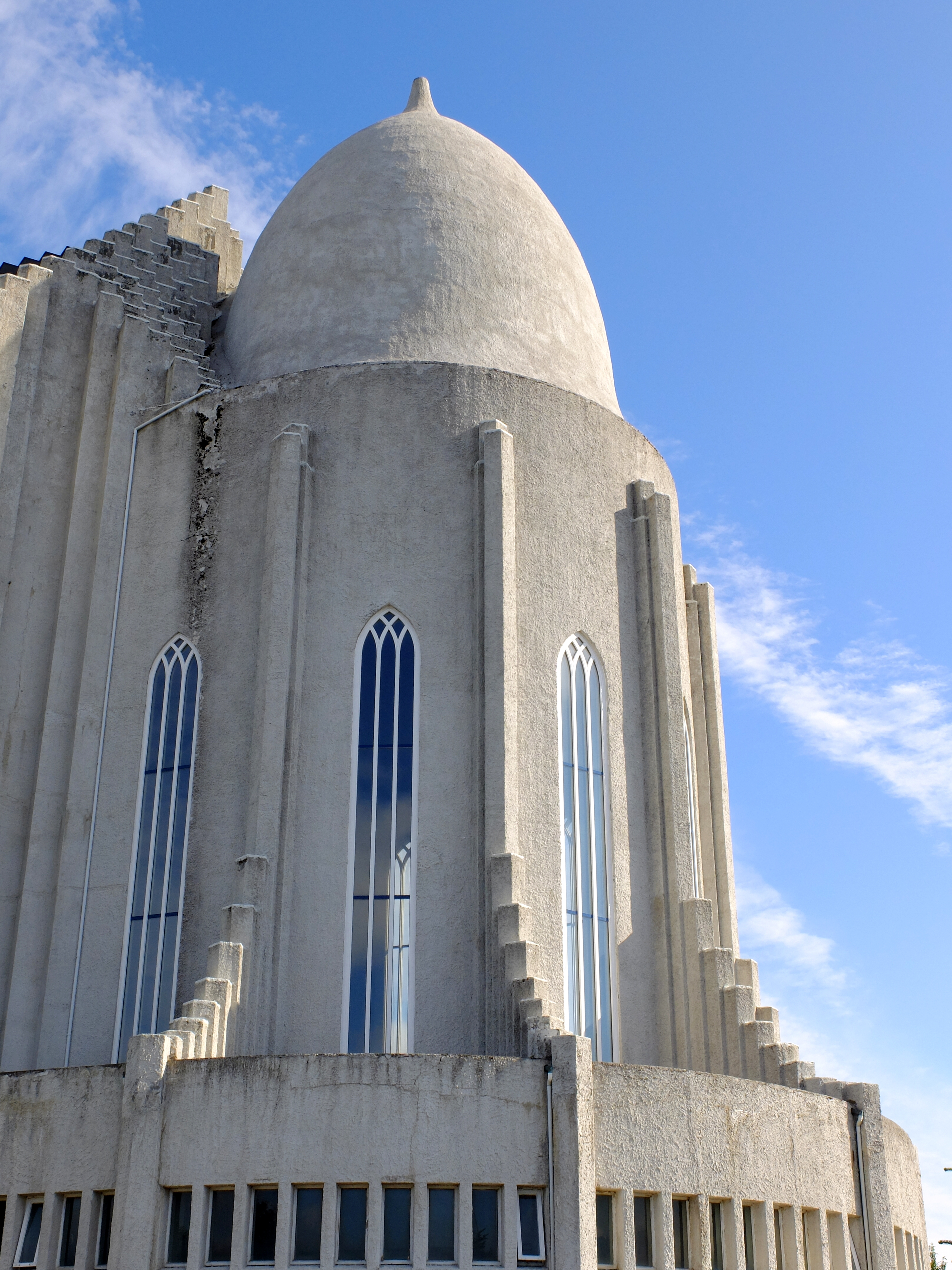
難所
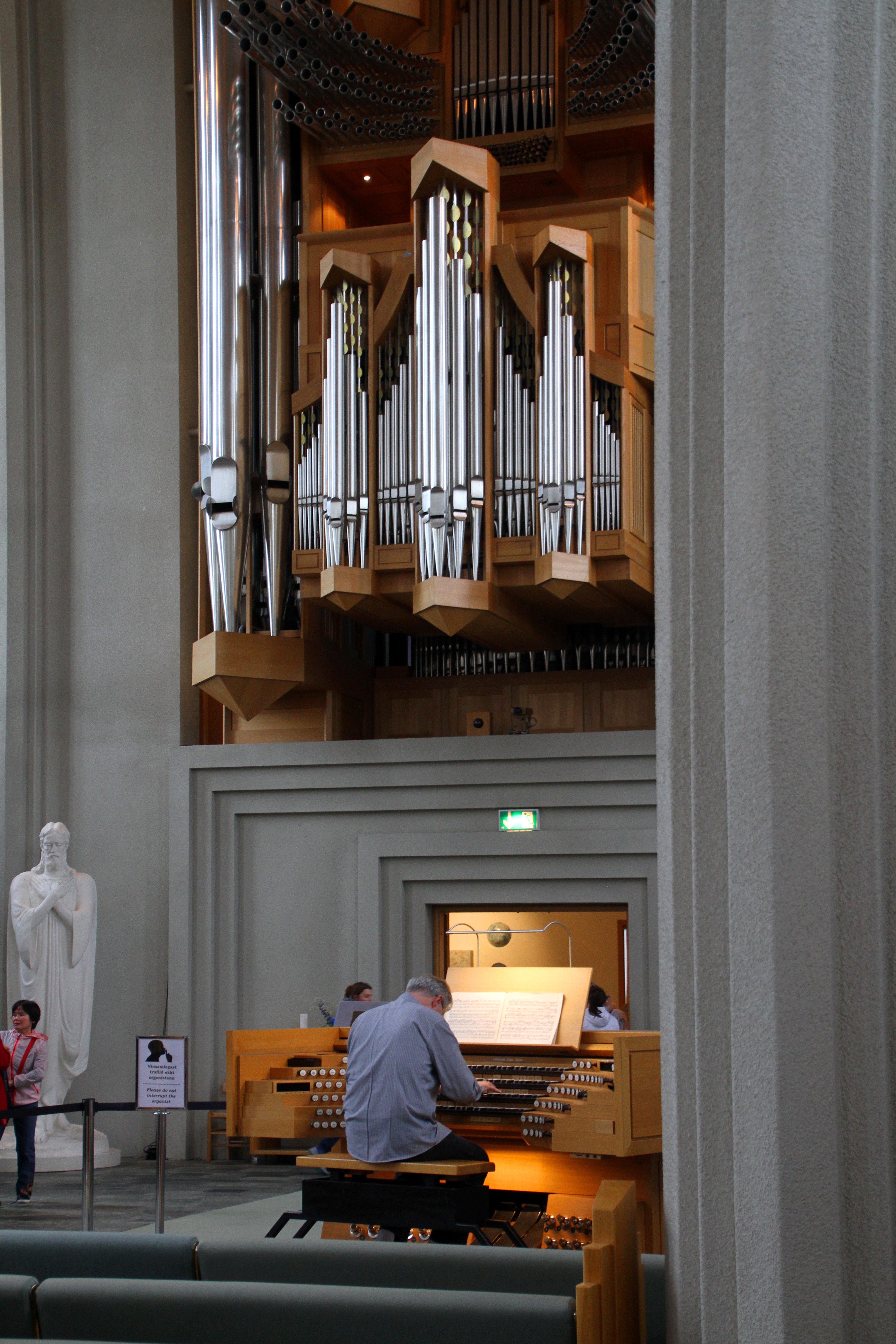
耶穌雕像和管風琴
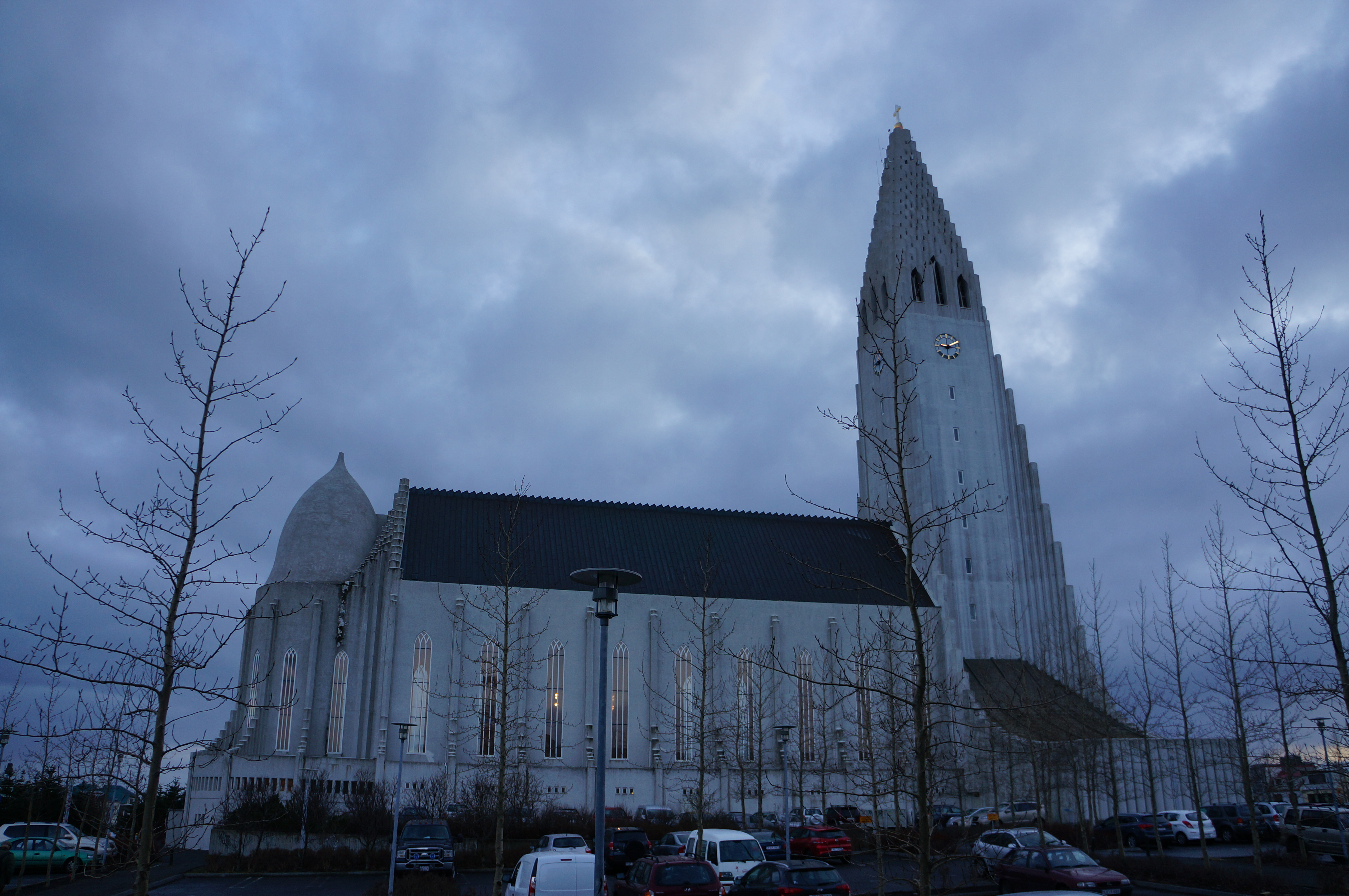
哈德格里米爾教堂夜間的側視圖

## 外部連結
- Hallgrímskirkja's official website (Icelandic)（页面存档备份，存于）
- Hallgrímskirkja on the Icelandic Church Map
- Aerial photo of Hallgrímskirkja on Google Maps